# 拓跋泥
拓跋泥（?—?），中國南北朝時期北魏拓跋氏疏族，北魏宗室，封文安公。

## 生平
拓跋泥性格忠直壯烈，有智畫。道武帝拓跋珪非常厚遇他，賜爵位為文安公，拜安東將軍。其後逝世。其兒子拓跋屈，承襲爵位為文安公。

## 延伸阅读
[在维基数据编辑]
 《魏書·卷14》，出自魏收《魏书》